# The Casuals
The Casuals è stato un complesso musicale beat inglese, in attività negli anni sessanta e divenuto famoso in Italia come parte del fenomeno della Brit-It invasion.

## Storia del complesso The Casuals

### 1961-1965: Esordi in patria e primo singolo
Il complesso mosse i primi passi a Lincoln nel 1960, grazie all'iniziativa di Howard Newcomb (chitarra, voce), John Roy Tebb (organo, voce), ai quali si unirono Don Fortune (batteria) and Zenon Kowalski (basso), prendendo il nome The Casuals solo nel 1961. Nonostante i molti concerti, la band vide numerosi cambi di formazione nei primi anni di attività, trovando una certa stabilità solo con l'arrivo di Mick Bray (batteria) e Ian Good (basso), in precedenza rispettivamente provenienti dalle band di Lincoln The Avengers e The Sultans.
Nel 1965 il complesso The Casuals vinse il talent show televisivo in tre puntate intitolato Opportunity Knocks, ottenendo il primo contratto discografico, con la pubblicazione del primo singolo intitolato If You Walk Out / Please Don't Hide per la Fontana Records.

### 1966-1969: The Casuals e la Brit-It invasion
Nel 1966 Alan "Plug" Taylor entrò nell'organico dei Casuals, che di li a poco giunsero in Italia partecipando di fatto a quel fenomeno che anni dopo verrà chiamato dalla critica italiana Brit-It invasion. In Italia The Casuals ottennero un contratto con la CBS, per la quale pubblicarono il loro primo disco 7" italiano intitolato Il Sole Non Tramonterà / L'amore Dura Solo Un Attimo / Land Of 1000 Dances. Il disco ottenne un buon successo di critica e di vendite, tanto che lo stesso Gino Paoli volle condividere con il quartetto l'album omonimo Gino Paoli and the Casuals (CBS, 1967).
La Collaborazione tra la band e Paoli continuò poi negli anni successivi, con Gino Paoli che scrisse per essa prima il testo di Siamo Quattro (CBS, 1967) cantato sulla musica originale del brano I Was Kaiser Bill's Batman di Whistling Jack Smith, e poi la hit dei Bee Gees intitolata Massachusetts uscita per la Joker nel 1967. Il brano raggiunse il 10º posto della classifica nazionale dei dischi più venduti, divenendo così una hit italiana. Fu in questo periodo che prima Good e poi Brey rinunciarono a proseguire l'attività in Italia per tornare in patria, lasciando così spazio a Bob O'Brien, ex membro della band di Glasgow chiamata The Riot Squad.
Nel 1968 The Casuals passarono alla Decca Records, con cui registrarono Jezamine, un brano che vide una larga diffusione radiofonica anche nel Regno Unito grazie alla BBC Radio One, raggiungendo il secondo posto della UK Singles Chart nel tardo 1968. Jezamine, che raggiunse anche il 9º posto in Germania, era in realtà la cover in italiano del brano dei The Bystanders con titolo originale When Jesamine Goes pubblicato nel febbraio del 1968 da Marty Wilde e Ronnie Scott, che di quella band furono i manager, con gli pseudonimi di Frere Manston e Jack Gellar. Il lato B del singolo vedeva poi il brano in italiano Amore sto dicendo a te! (Toy), che venne anche pubblicato anche nella versione anglofona nel singolo Toy/Touched (Decca, 1968), raggiungendo il 30º posto della classifica inglese e il 27º nella classifica tedesca.
Purtroppo il loro album Hour World (Jolly Hi-Fi Records, 1968) arrivò in un periodo di grandi cambiamenti musicali, non riuscendo così a capitalizzare il successo avuto con i singoli precedenti.
L'anno seguente partecipano al Festival di Sanremo 1969 con Alla fine della strada (Joker Hi-Fi Records, 1969) eseguita in abbinamento con Junior Magli.

### 1969-1971: il ritorno in patria e lo scioglimento del gruppo
Nel 1969 la band tenta di tornare in patria, dove incidono diversi singoli che però non riscossero ad entrare nelle classifiche. Tra questi va menzionato Caroline (Decca, 1969) brano prodotto da Roy Wood dei The Move. Chris Evans sostituì Newcombe quando era malato, per poi entrare definitivamente nei Casuals insieme a Lloyd Courtney quando Taylor e O'Brien se ne andarono nel 1970. Nel 1971 The Casuals furono abbandonati dalla Decca, e passarono alla Parlophone nel 1971. Nel 1972 pubblicarono Tara Tiger Girl (Parlophone), ottenendo sempre scarse vendite. Nel 1972 ancora un cambio di etichetta, con la Dawn Records che pubblicò Good Times prima dello scioglimento definitivo della band.

### The Casuals dopo i Casuals
Dopo lo scioglimento del gruppo, Alan Taylor formerà dapprima i Ping Pong, poi i Bulldog, i Barbados Climax e contribuirà come produttore al lancio di Vasco Rossi.
Paul Weller indicò più volte Jezamine come uno dei suoi singoli preferiti di tutti i tempi, ribadendolo anche in una edizione della BBC Radio One dell'8 febbraio 1998 di All Back to Mine in cui commentava la compilazione da lui curata ed intitolata Under the Influence
.

## Discografia

### Album
- 1967 - Gino Paoli and The Casuals (CBS)
- 1968 - Hour World

### Singoli
- 1966 - Il sole non tramonterà/L'amore dura solo un attimo/Land of 1000 dances (CBS)
- 1967 - Siamo quattro/Il grigio Mr. James (CBS)
- 1967 - Massachusetts/Jennifer Browne (Joker)
- 1968 - Adios amor/Dolce valle (Joker)
- 1968 - Jezamine/Amore, sto dicendo a te! (Joker)
- 1969 - Seven Time Seven/Hey Hey Hey (Joker)
- 1969 - Alla fine della strada/Non è il violino (Joker)
- 1969 - Domani domani/Tomorrow's Dream (Joker)